# Felipe Álvarez (actor)
Felipe Álvarez Zavala (Santiago, 29 de marzo de 1988) es un actor y músico chileno. Adquirió notoriedad con la serie Vigías del sur de TVN y Discovery Kids. Estudió teatro en la academia de Fernando González, ha sido vocalista y baterista de diferentes grupos.

## Biografía

### Carrera
Desde los tres años de edad realizó muchísimos comerciales. Su primer trabajo estable fue en Televisión Nacional de Chile donde participó en el programa infantil Estación Buena Onda, entre 1998 y 2000, haciendo notas, concursos y número cómicos.
En 2000 fue uno de los protagonistas de Vigías del sur, una serie que mostraba a tres niños que se relacionaban con la naturaleza y que incluyó locaciones como la Antártica chilena y las islas Galápagos. Fue emitida por TVN y para toda América Latina por Discovery Kids. La segunda temporada se estrenó en 2002 en el canal de cable, antes que en TVN.
En 2002 fue conductor de Club Icarito en Canal 13, un programa infantil cuyo nombre hacía honor al popular suplemento del diario La Tercera. Esta fue su última participación en televisión como niño.
Tras siete años alejado de las pantallas, en 2009 reapareció en la serie Otra vez papá de Mega. Al poco tiempo se integró a Canal 13 al elenco de Corazón rebelde, versión chilena de Rebelde Way. También estuvo en la siguiente producción del 13 Feroz, lo que alternó con su participación en Otra vez papá que tuvo cuatro temporadas. 
En 2011 volvió a TVN con uno de los roles juveniles de la telenovela nocturna El laberinto de Alicia. 
También ha pasado por producciones de Chilevisión, aunque aseguró en una entrevista que se enfocaría en nuevos proyectos artísticos.

## Filmografía

### Como actor
- Vigías del sur (TVN y Discovery Kids, 2000-2002) como Diego
- Otra vez papá (Mega, 2009-2011) como Martín Campino
- Corazón rebelde (Canal 13, 2009) como Guido Lassen
- Feroz (Canal 13, 2010) como Jairo Brown
- La Colonia (Mega, 2010) como Bernardo del Río (joven)
- Adiós al séptimo de línea (Mega, 2010) como Montt-Salamanca
- El laberinto de Alicia (TVN, 2011) como Maximiliano Andrade
- BKN (Mega, 2012) como Antonio Acevedo (temporada N°11)
- Gordis (Chilevisión, 2012) como Donald Donaldson
- Graduados (Chilevisión, 2013) como Juan José Correa
- Fabulosas Flores (La Red, 2015) como Damián
- Wena profe (TVN, 2018) como Sebastián
- Gemelas (Chilevisión, 2019) como Tattoo Urzúa

### Como animador
- Estación Buena Onda (TVN, 1998-2000)
- Club Icarito (Canal 13, 2002)